# Anti-Slavery International
Anti-Slavery International est une organisation non gouvernementale internationale établie au Royaume-Uni, dont l'activité principale est le lobby et la campagne d'opinion contre l'esclavage moderne. Elle a été fondée par les abolitionnistes en 1839 sous le nom British and Foreign Anti-Slavery Society. Elle est maintenant la branche britannique de Free the Slaves.
Elle est composée de trois équipes principales : l'équipe « Programme » collecte les informations grâce aux partenaires sur les différentes problématiques (notamment les pires formes de travail des enfants, la servitude pour dettes, le travail forcé, le mariage forcé, le trafic d'humains, l'exploitation des travailleurs migrants et les formes d'esclavage traditionnel), puis publie ces informations. L'équipe « Communications » publie des œuvres pédagogiques et informatives telles que le magazine The Reporter, et fait pression auprès des gouvernements, des Nations unies et de l'Union européenne. L'équipe « Information » s'occupe de l'administration, des levées de fonds et publie un rapport annuel.